# Kaze no Stigma
Kaze no Stigma (яп. 風の聖痕, Печать ветра) — японская серия «лайт-новел», написанная Такахиро Ямато и проиллюстрированная Ханамару Нанто. Аниме-сериал был сделан режиссёром Саката Дзюнъити на студии Gonzo и начал транслироваться 13 апреля 2007 года. Манга-версия Нэко Миякай, выходящая с апреля 2007 года в журнале Monthly Dragon Age, пока насчитывает два тома.

## Сюжет
Четыре года назад Кадзума Каннаги потерпел поражение от Аяно Каннаги в битве за право наследовать Энрайха, меч, который передается в семье Каннаги из поколение в поколение. Поражение Кадзумы, а также недостаток способностей к эн-дзюцу, огненным искусствам, которые всегда были специализацией Каннаги, привели к его изгнанию из семьи. А теперь Кадзума возвращается под именем Кадзумы Ягами, мастера фу-дзюцу, искусства ветра.

## Персонажи
Кадзума Ягами (яп. 八神 和麻 Ягами Кадзума) — главный герой. 20 лет. Родился в клане Каннаги специализирующимся на магии огня и изначально носил имя Кадзума Каннаги. Но так как в клане сила значила всё, а Кадзума не имел никаких способностей к магии огня, он был изгнан из клана своим отцом после того, как проиграл девочке на четыре года младше себя в состязании за обладание мечом Энрайха. Сменив имя на Кадзуму Ягами, он покинул страну, а вскоре встретил и полюбил девушку по имени Цуй Лин (яп. 翠鈴 Цуй Рин). Однако, её на его глазах принесли в жертву демону и он не смог её защитить. После этого он заключил контракт с повелителем духов ветра (яп. 風の精霊王 кадзэ но сэйрэйо:) и стал таким образом «контрактором» имеющим возможность получать силу всех ветров. И хотя данную силу он стремится использовать для защиты других, тем не менее делает это только за деньги. Вернувшись домой, в клан Каннаги так и не вернулся, и даже отказался встретиться с главой клана. Своего отца Кадзума так и не простил и при первой встрече, победив его в магическом поединке, отправил отца в больницу. К Аяно у Кадзумы противоречивое отношение. Хотя он все ещё не может забыть Лин, постепенно проникается к ней симпатией. Кадзума незаметно заботится и обучает её, хотя никогда в этом не признается. Все, что Кадзума делает, даже если это обижает и злит Аяно, идет девушке на пользу. И постепенно именно благодаря Аяно Кадзума оставляет прошлое в прошлом.
Сэйю: Дайсукэ Оно
Аяно Каннаги (яп. 神凪 綾乃 Каннаги Аяно) — главная героиня, девушка 16-ти лет с красными волосами. Будущая глава клана, которую часто называют «принцесса Каннаги», в своё время победившая Кадзуму в бою за обладание волшебным мечом Энрайха. Талантливый и сильный маг огня, хотя всегда проигрывает Кадзуме в поединках. Ей ещё многому надо учиться, в чём ей успешно помогает Кадзума, правда Аяно, признавая методы парня эффективными, все равно это не нравится. Самое сильное оружие Аяно, помимо меча Энрайха, Багровое пламя, которое девушка вызывает в самых опасных битвах, но сама она этого не замечает. Любимым оружием Аяно является меч Энрайха, его она вызывает во всех битвах независимо от противника. Вспыльчивая, часто действует не подумав, поэтому регулярно становится объектом подколок со стороны Кадзумы. Но помимо этого Аяно добрая и наивная, и обладает острым чувством справедливости. Влюблена в Кадзуму и, ревнуя его не признает этого, и своё стремление сохранить Кадзуму за собой списывает на желание превратить его жизнь в ад.
Сэйю: Аюми Фудзимура
Рэн Каннаги (яп. 神凪 煉 Каннаги Рэн) — младший брат Кадзумы, светловолосый и зеленоглазый мальчик примерно 12 лет. Обожает своего брата и любит Аяно как сестру. Снисходительно относится к вечным перепалкам Аяно и Кадзумы и попыткам отца Аяно свести их. Надеется, что Кадзума и отец все таки поладят и они снова станут одной семьей. Очень популярен в школе, хорошо учится и имеет большие спортивные достижения. Его самые преданные поклонники Канон Судзухара и Тацуя Сэридзава. Рэн очень талантливый маг огня и быстро учится, его самой большой силой является Золотое Пламя, имеющее большой очистительный эффект. Хочет стать достаточно сильным, чтобы защищать всех кого он любит.
Сэйю: Рика Моринага
Дзюго Каннаги (яп. 神凪 重悟 Каннаги Дзю:го) — отец Аяно и брат Гэнмы. Нынешний глава клана Каннаги. В отличие от Гэнмы и других членов клана, не считает, что сила — это все. Также сожалеет, что не смог остановить высылку Кадзумы из клана. Полагая, что Кадзума необходим Каннаги, мечтает вернуть его в клан и с этой целью пытается его свести с Аяно. Однако, из его попыток ничего не выходит. Владеет фиолетовым пламенем и считается сильнейшим в клане, но из-за того, что случилось в автомобильной аварии, Гэнма считается самым сильным.
Сэйю: Масаки Тэрасома
Гэмма Каннаги (яп. 神凪 厳馬 Каннаги Гэмма) — отец Рэна и Кадзумы. В своё время, именно он изгнал Кадзуму из клана, сказав, что ему не нужен бездарный сын, хотя на самом деле он только хотел, чтобы Кадзума нашёл свой собственный путь в жизни. Гордясь достижениями старшего сына, Гэнма испытывает трудности в выражении своих чувств, не в силах перебороть упрямство. Поэтому драки и стычки являются единственным способом общения отца и сына. Гэнма является вторым по силе в клане после Дзюго и единственным, кто владеет Божественным синим пламенем, которым обладали только одиннадцать человек с момента основания клана Каннаги.
Сэйю: Рикия Кояма
Татибана Кирика (яп. 橘 雾 香 Татибана Кирика) — женщина со светлыми волосами, детектив. Работает в Токио представителем спец. следственного отдела MPD, которое занимается расследованием преступлений, связанных с магией. Её отдел призван стать новым партнёром семьи Каннаги вместо клана Фууга. Кирика время от времени работает вместе с Казумой. Встретила Казуму в Лондоне за два года до начала истории и после его исчезновения надеялась больше никогда его не увидеть.
Сэйю: Саяка Охара
Кэтрин Макдональд (яп. キャッサリンマクドナルド Katherine McDonald) — маг огня из Америки, специализирующаяся в создании и управлении духов огня в зверей. Приезжает в Японию специально, чтобы победить Аяно. Её оружие является созданная из множества духов огня статуя оснащенная мечом, которую она назвала Метатрон. Кадзума отметил, что её стиль боя похож на стиль Аяно, она также действует импульсивно, не продумывая стратегию заранее. Влюблена в Кадзуму, поэтому решает остаться в Японии.
Сэйю: Тиаки Такахаси
Нанасэ Кудо (яп. 久遠 七瀬 Нанасэ Кудо:) — девушка с синими волосами и сиреневыми глазами. Одноклассница Аяно и одна из её лучших подруг. Она и Юкари знают о существовании магов огня и о миссии Аяно. Нанасэ также очень спортивная девушка, которая входит в состав многих спортивных клубов в их школе, и ею восхищаются многие студентки.
Сэйю: Сидзука Ито
Юкари Синомия (яп. 篠宮 由香里 Юкари Синомия) — светловолосая девушка, одноклассница Аяно и одна из её лучших подруг. Наряду с Нанасэ часто дразнит Аяно по поводу её очевидной симпатии к Кадзуме. Хорошо подключена к информационной сети среди учеников и всегда знает, что происходит в школе. Информация, которую может добыть Юкари, выходит далеко за пределы школы и даже многих областей Токио.
Сэйю: Юка Инокути
Канон Судзухара (яп. 鈴原 花音 Судзухара Канон) — подруга и одноклассница Рэна. Обожает его и всегда пытается завладеть его вниманием.
Сэйю: Аюми Цудзи
Тацуя Сэридзава (яп. 芹沢 達也 Сэридзава Тацуя) — друг и одноклассник Рэна. Обожает его ничуть не меньше Канон. Он и Канон постоянно конфликтуют, выясняя кто должен завладеть вниманием Рэна.
Сэйю: Дзюн Фукуяма

## Музыка
Открывающие темы (opening)
- «blast of wind»

Исполняет: Саори Киудзи
Закрывающие темы (ending)
- «Hitorikiri no Sora»: серии № 1,2,4,5,7,10,11,19,20,21,22,23

Исполняет: Саори Киудзи
- «Matataki no Kiwoku»: серии № 3,6,8,9,13,14,15,16,17,18,24

Исполняют: Аюми Фудзимура, Юка Инокути, Сидзука Ито
- «Tsuki Hana no Inori»: серия № 12

Исполняет: Канако Сакай